# Arató István (festőművész)
Arató István (1945-ig Stephan Meitner) (Budapest, 1922. augusztus 19. – Budapest, 2010. február 15.) festőművész. Meitner László (1900–1968) festő fia.

## Életpályája
Az Iparrajziskolában, majd Örkényi Strasser István szabadiskolájában folytatott tanulmányokat; mesterei Rozs János és Bernáth Aurél, valamint Benkhard Ágost és Szentiványi Lajos voltak. A Magyar Képzőművészeti Főiskolán megkezdett tanulmányait családi okokból megszakította és gyári munkásként dolgozott Budapesten egészen, 1944-es Bergen-Belsenbe történő deportálásáig.
Szabadulása után 1945-ben Aratóra magyarosította nevét és szakszervezeti tisztségviselőként dolgozott. 1947-től Börzsönyi Kollarits Ferenc és Novotny Emil Róbert lett a mestere az Elektromos Művek szabadiskolájában, ahol Novotny „expresszív stílusával és rendkívüli műveltségével nagy hatást tett rá”.
Baráti viszonyt ápolt Kondor Bélával, Duray Tiborral, Barcsay Jenővel és Bortnyik Sándorral. Realista alapállású festészetét érzelmekre ható, néhol jelképes erejű megjelenítés jellemzi. Egyik alapítója a Fiatal Művészek Alkotóközösségének, az ebből kinövő Fiatal Képzőművészek Stúdiója tagja 1959-ig.

## Tanulmányútjai

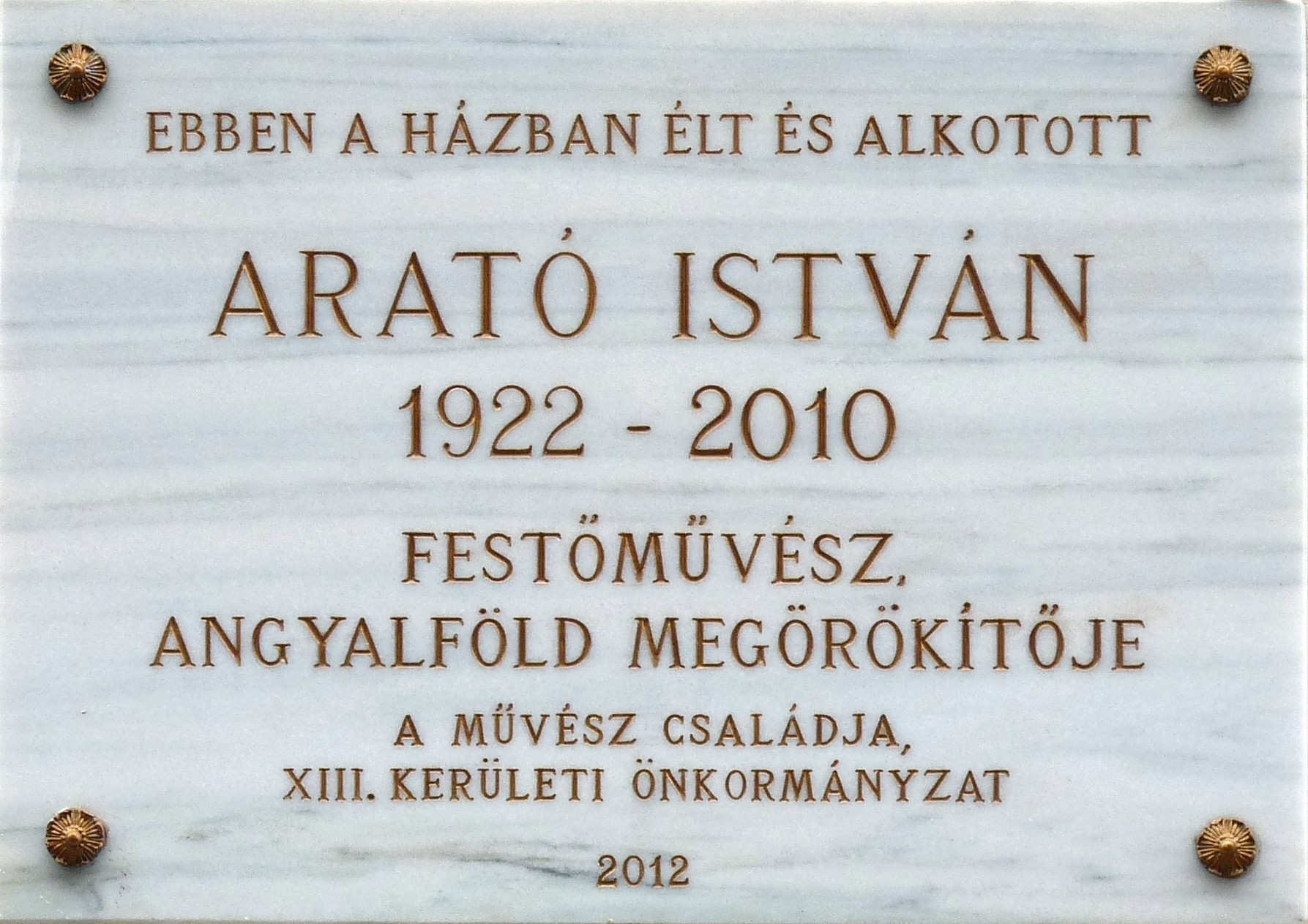
Emléktáblája Angyalföldön

- 1956 Szovjetunió
- 1961 Párizs
- 1972 Olaszország
- 1974 Hollandia
- 1978 Hollandia
- 1976 NDK
- 1977 NDK
- 1982 NSZK

## Kiállításai
1954-től vesz részt budapesti és miskolci országos kiállításokon.

### Egyéni kiállításai
- 1964 • Szeged
- 1965 • Budapest
- 1966 • Békéscsaba
- 1970 • Nagykanizsa
- 1973 • Szekszárd
- 1977 • Salgótarján
- 1979 • Eger
- 1982 • Döbling
- 1982 • Stuttgart
- 1983 • Gyöngyös
- 1985, 1987 • Derkovits Terem, Képcsarnok, Budapest
- 1998 • Játékszín, Budapest
- 2007 • XIII. ker. Városház Galéria, Budapest.

## Művei
- Tél, olaj, farost, 40x50 cm. [halott link]

## Könyvei
- Fogadj be, régi környék! (rajzalbum, Budapest, 1984).